# 死者の日 (メキシコ)

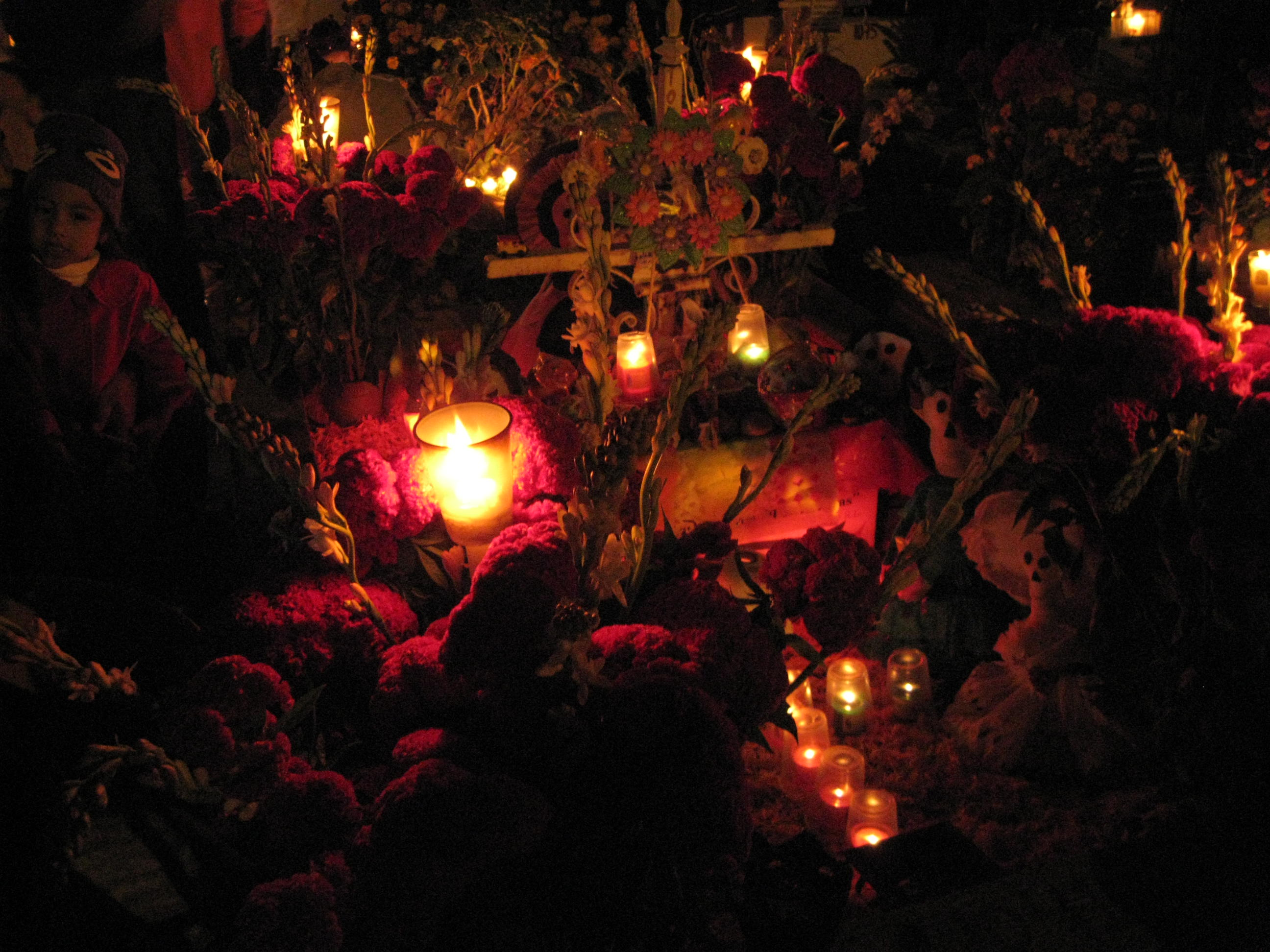
死者の日、墓地の装飾

死者の日（ししゃのひ、ディア・デ・ムエルトス、スペイン語: Día de los Muertos、英語: Day of the DeadまたはAll Soul's Day）はメキシコの伝統文化、風習である。特にメキシコにおいて、死者を偲びそして感謝し、生きる喜びを分かち合うことを目的としている。この伝統は、メキシコにおいて最も重要な風習の一つであり、毎年11月1日と2日に祝われる。
メキシコ全土で祝われるが、特にパツクアロ湖に浮かぶハニツィオ島とオアハカがよく知られている。　

## 祝祭

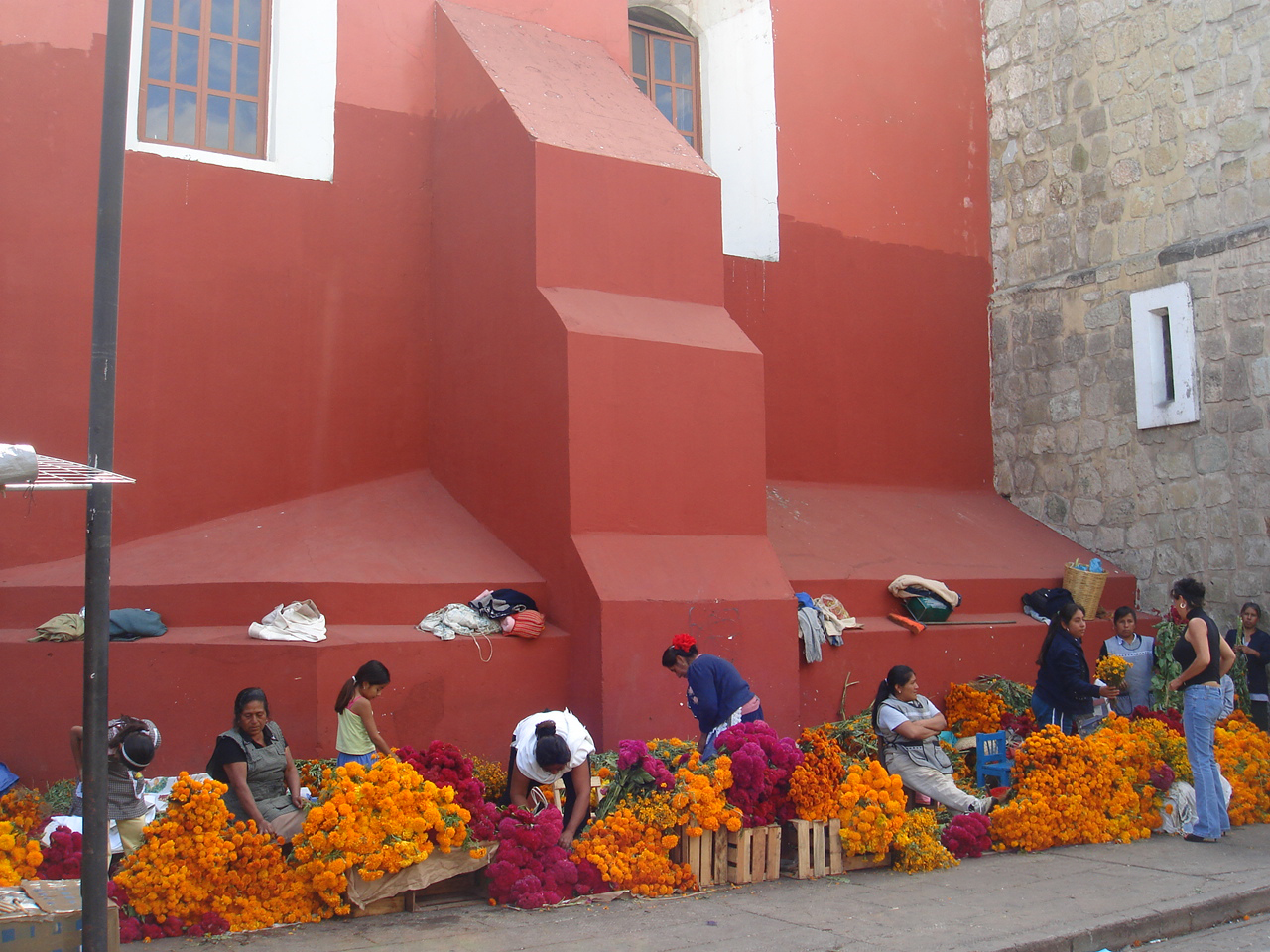
マリーゴールド売りの人々

死者の日には家族や友人達が集い、故人への思いを馳せて語り合う。祝祭はカトリックにおける諸聖人の日である11月1日と翌日2日に行われる。地域によっては、10月31日の晩も前夜祭として祝われる。
市街地はマリーゴールドの香りに包まれ、公園には露店が立ち並ぶ。11月1日は子供の魂が、2日は大人の魂が戻る日とされ、供え物がチョコレートなどのお菓子からメスカルなどの酒に変わっていく。日本のお盆に近い位置付けであるが、あくまで楽しく明るく祝うのが特徴である。死を恐怖するのではなく、逆に死者とともに楽しく笑うというモチーフとなっている。
墓地にも派手な装飾が施され、夜間にはバンドによる演奏なども行われる。カボチャを飾り仮装をしてパーティを行うなど、ハロウィンとも共通する点が多くあり、実際にルーツは近似している部分がある。
メキシコにおいて、「死」は擬人化されることが多く、さまざまな呼称がある。生への隠喩につながる表現もある。

## 祭壇（オフレンダ）

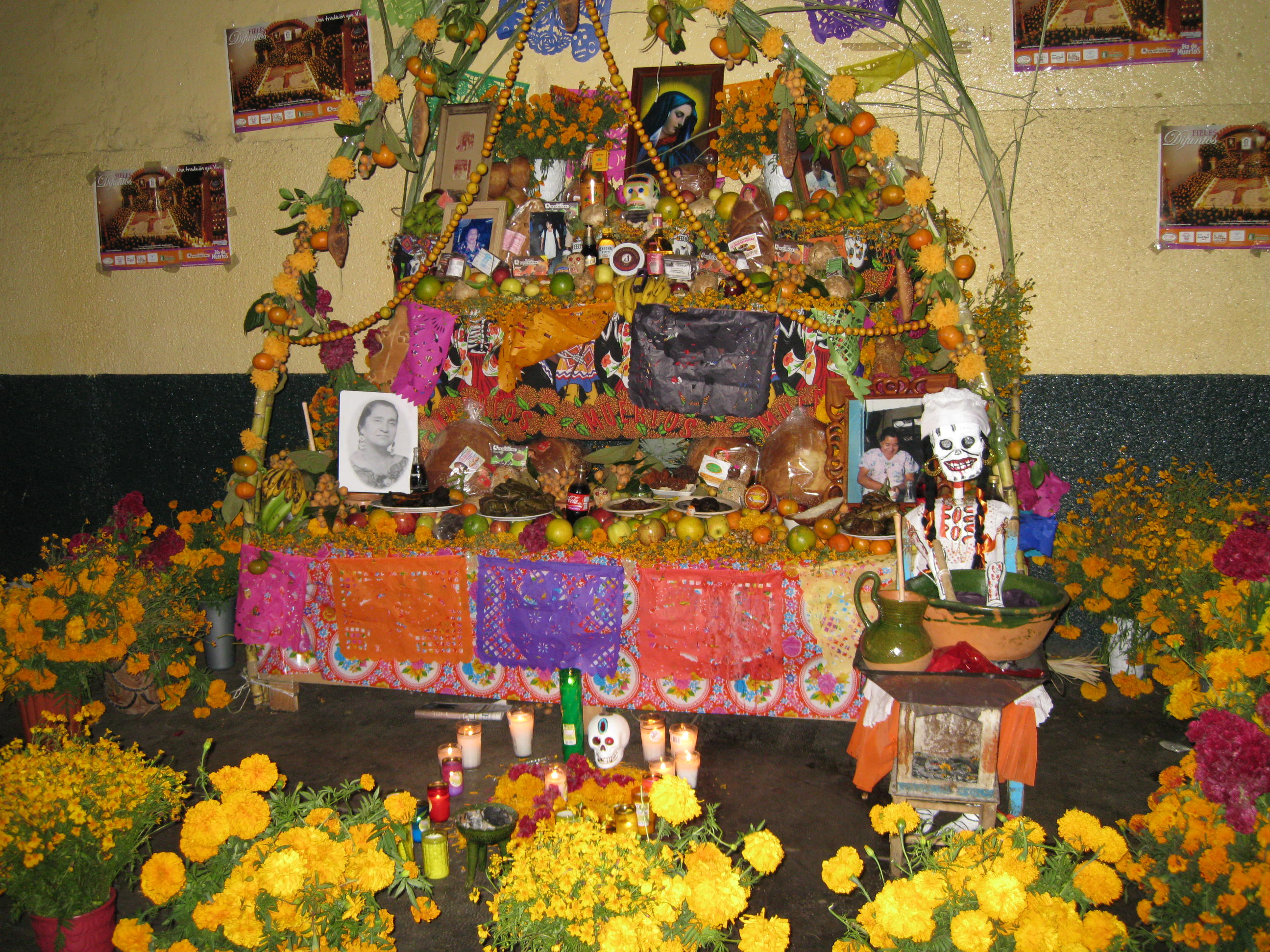
オアハカのオフレンダ

オフレンダ(Ofrenda)と呼ばれる祭壇には食べ物や飲み物、花、ロウソクなど様々なものが飾られる。オフレンダは住居内の中心や玄関先だけでなく、街の中心部の公園や階段等など人目につくところにも置かれる。人々は1年間かけて準備し、墓地も時期が近づくにつれて念入りに清掃、飾りつけを施す。祭壇には基本的に以下のものが飾られる必要がある。
センパスチトル（cempasúchitl）
この時期、メキシコでは農作物が豊富に稔り、センパスチトルという花（センジュギク：マリーゴールドの一種。古典ナワトル語：cempōhualxōchitl 〔センポーワルショーチトル、「20の花」の意〕に由来）が咲く時期でもある。「20枚の花びら」という花言葉を持ち、その芳香と華やかな色で死者の魂がこの世に導くための道しるべとなる、と考えられている。市街地はセンパスチトルの香りに包まれ、公園には露店が立ち並ぶ。
パペルピカド（カラフルな飾り切り紙）
パペルピカドは死者の日を祝う喜びと、紙を巻き上げる風を表している。
カラベリタ（どくろ）
カラベラを模した飾りは祭壇のいたるところに置かれ、多くは着色や装飾された砂糖菓子が使われる。カラベラは死の表象であり、「メメント・モリ」の精神を生きる者に思い出させる。
ロウソク
ロウソクの灯は「光」、信仰そして希望を意味するとともに、死者の魂の行き帰りの道を照らす役割を果たす。
水
グラスに注いだ水は、長い道のりを経てこの世に戻ってきた死者たちの喉の渇きを癒すためだと考えられている。
塩とお香
死者の魂が安全に戻ってこられるよう場を浄化する、と考えられている。
パン・デ・ムエルト（死者のパン）
もてなしの精神と大地の恵を表している。またパンの形は、死者の頭蓋骨や骨を模したものだ。
飾りと玩具
死者の魂を喜ばせ、そして彼らを再びこの世に迎え入れる嬉しさやもてなしの気持ちを表す。
飲食物
故人が生前好きだった食べ物や飲み物を供え、戻ってきた魂を歓迎する。また、死者の魂はその匂いのみを楽しみ、そして生きる人々と再会できる喜びを共有すると考えられている。アルコールを供えることもあり、これは死者の生前の楽しい記憶を思い起こさせるといわれている。
他にも故人の写真や十字架も飾られる。

## メキシコにおける起源
メキシコでは2500-3000年前から、祖先のガイコツを身近に飾る習慣があった。また、死と生まれ変わりの象徴として、他者(多くの場合は敵)のガイコツもトロフィーの様に扱われていた。死者の日の祝祭は地域によって様々な形で生まれ伝承されてきた。
中でも、アステカ族には冥府の女神ミクトランシワトルに捧げる祝祭があった。やがて、死者の貴婦人、カトリーナに捧げる祝祭へと形を変え、アステカ暦の9番目の月を祝うようになった。これは現在の8月前半にあたる。その後、スペインからの侵略を受け、カトリックの諸聖人の日と融合して今の形になっていった。
カトリックの影響があるないに関わらず、世界中の国々に類似した習慣が残されている。

## メキシコ以外における死者の日
メキシコ人が多く住むアメリカ合衆国の各地では「死者の日」の伝統は受け継がれている。その他の中南米諸国においても類似した行事が行われている。

## セルゲイ・エイゼンシュテイン
ソビエトの映画監督セルゲイ・エイゼンシュテインの1931年作品『メキシコ万歳』（ロシア語: Да здравствует Мексика! ）には死者の祭りが描かれている。20世紀初頭の祭りの有様が確認できる貴重な資料となっている。